# Natri ferulat
Natri ferulat (SF), muối natri của axit ferulic, là một dược phẩm trong Đông y để chữa các bệnh tim mạch và não mạch và để phòng chứng huyết khối. Nó được tìm thấy trong rễ của cây Angelica sinensis. Nó được xem là an toàn và hiệu quả. Axit ferulic có thể còn được chiết xuất từ rễ của cây xuyên khung.
Kraft Foods được cấp bằng sáng chế cho các ứng dụng của natri ferulat để chặn dư vị của chất làm ngọt nhân tạo acesulfame K.